# De Terp (métro de Rotterdam)
De Terp est une station terminus de la ligne C du métro de Rotterdam. Elle est située sur un viaduc dans le quartier Oostgaarde (nl) de la ville de Capelle aan den IJssel, en limite est de Rotterdam aux Pays-Bas.
Mise en service en 1994, elle est desservie par les rames de la ligne C.

## Situation sur le réseau

Plan du métro.

Établie en aérien, la station De Terp terminus est de la ligne C du métro de Rotterdam, est située avant la station Capelle-Centre, en direction du terminus sud-ouest De Akkers.
Elle comporte un quai central encadré par les deux voies de la ligne.

## Histoire
La station De Terp est mise en service le 26 mai 1994 lors de l'ouverture à l'exploitation de l'extension de la ligne Est-Ouest depuis l'ancien terminus de Capelsbrug.
En décembre 2009, lors de la réorganisation des lignes, elle devient le terminus de la ligne C du métro de Rotterdam.

## Services aux voyageurs

### Accès et accueil
Située en aérien, la station est accessible au niveau du sol. Elle dispose d'automates pour l'achat ou la recharge de titres de transport. Elle est équipée d'un ascenseur pour l'accessibilité des personnes à la mobilité réduite.

### Desserte
De Terp, est desservie par les rames de la ligne C, en provenance ou à destination du terminus De Akkers.

Installations et desserte
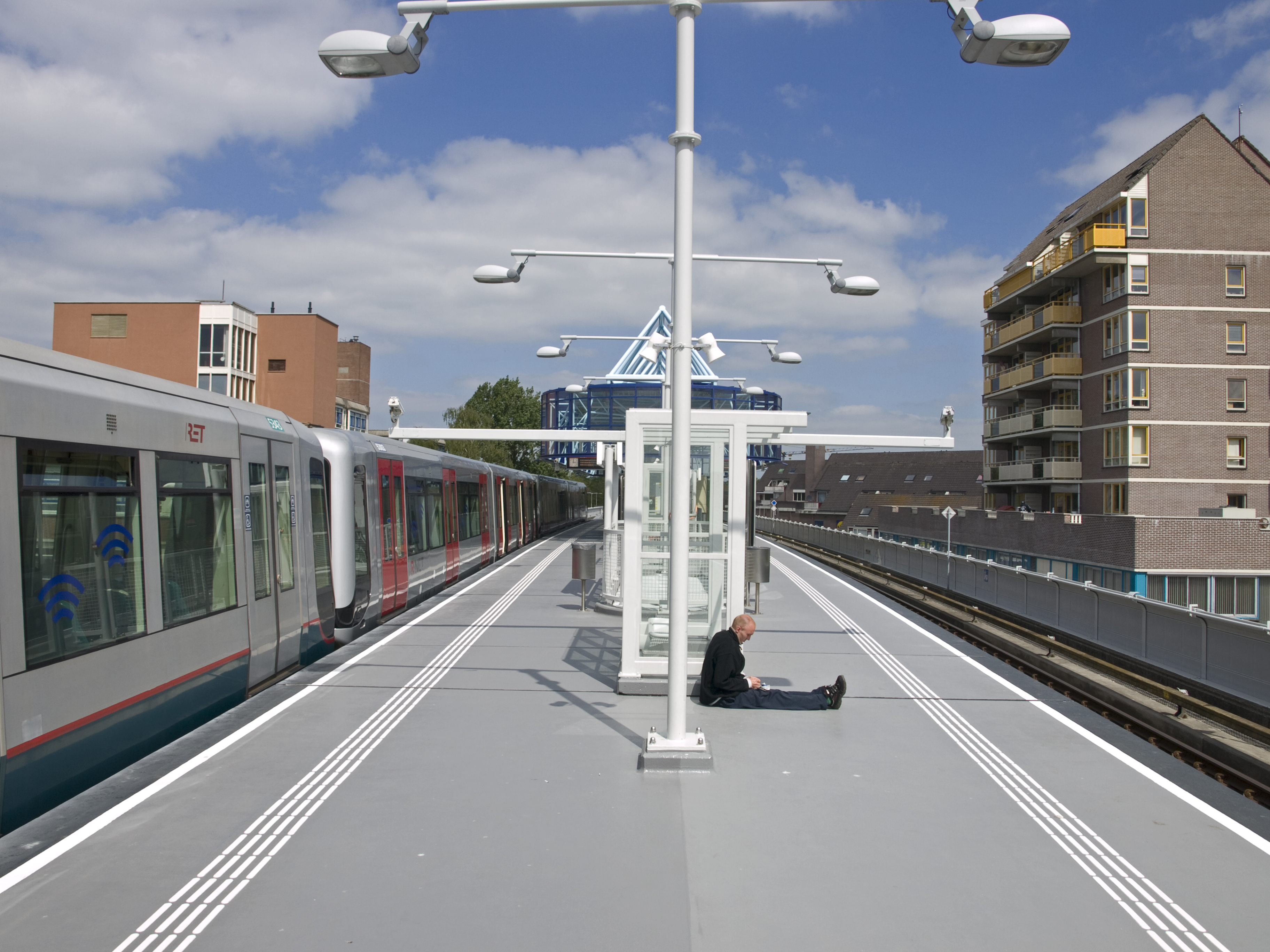
Quai et desserte.
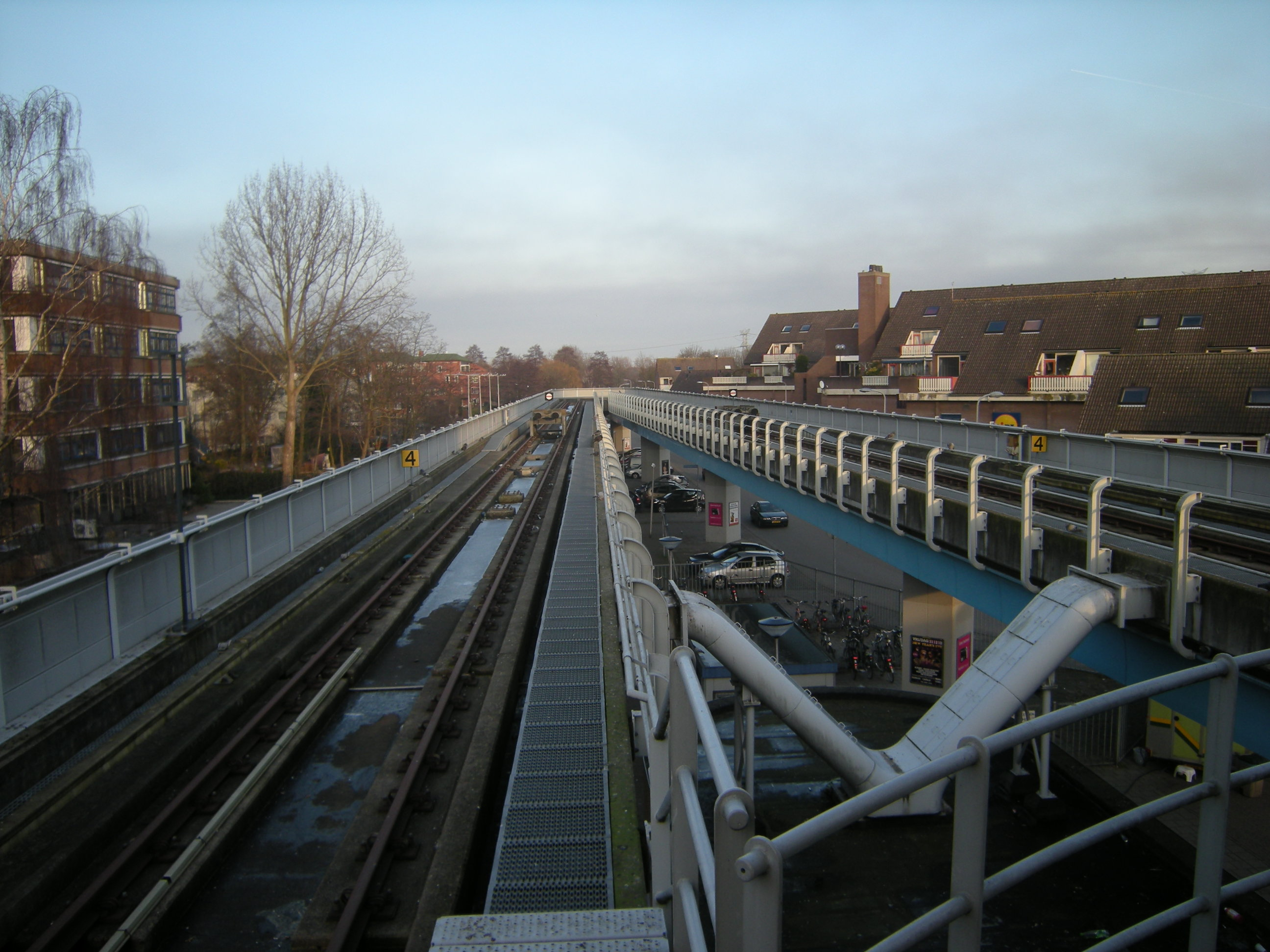
terminus des voies.

### Intermodalité
Elle dispose d'un parc pour les vélos et d'un parking P+R pour les véhicules. Elle est desservie par les bus des lignes 31, 605 et 606, ainsi que ceux de la ligne B4.